# Harpactes
Harpactes är ett fågelsläkte i familjen trogoner inom ordningen trogonfåglar med tio arter som förekommer i södra Asien och Sydostasien:
- Orangebröstad trogon (H. oreskios)
- Ghatstrogon (H. fasciatus)
- Rödnackad trogon (H. kasumba)
- Rosenringtrogon (H. diardi)
- Filippintrogon (H. ardens)
- Kinabalutrogon (H. whiteheadi)
- Kaneltrogon (H. orrhophaeus)
- Rödgumpad trogon (H. duvaucelii)
- Rödhuvad trogon (H. erythrocephalus)
- Rosentrogon (H. wardi)